# Norialsus salsolarum
Norialsus salsolarum är en insektsart som beskrevs av Van Stalle 1986. Norialsus salsolarum ingår i släktet Norialsus och familjen kilstritar. Inga underarter finns listade i Catalogue of Life.